# 로트바이스 에센
로트바이스 에센(Rot-Weiss Essen)은 독일 노르트라인베스트팔렌주의 도시인 에센의 축구 클럽으로, 현재 레기오날리가에서 활동하고 있다.
이 팀의 최전성기는 1950년대로 1952-53 시즌 DFB-포칼에서는 5월 1일 뒤셀도르프의 라인슈타디온에서 열린 결승전에 올라 알레마니아 아헨을 2–1로 꺾고 우승했으며, 1954-55년 시즌에는 당시 서독과 자르 보호령의 1부 리그였던 오버리가 베스트에서 우승하며 분데스리가의 전신인 도이치 푸스볼마이스터샤프트에 진출해서 2조에서 4승 2무를 기록하며 결승에 진출했다. 6월 26일에 하노버의 니더작센슈타디온에서 열린 결승에서 카이저슬라우테른을 만나 4–3으로 누르고 처음이자 마지막으로 독일 챔피언이 되었다. 그 해 리그 우승으로 1955-56년 유러피언컵에도 참가했었다.

## 성적

### 리그
- 도이치 푸스볼마이스터샤프트
  - 우승 (1955)
- 도이치 아마추르마이스터샤프트
  - 우승 (1992)
- 오버리가 베스트 (1부)
  - 우승 (1952, 1955)
- 레기오날리가 베스트 (2부)
  - 우승 (1973)
- 레기오날리가 노르트 (3부)
  - 우승 (2004, 2006)
- 오버리가 노르트라인 (4부)
  - 우승 (1985, 1986, 1993, 1995)
- NRW-리가 (5부)
  - 우승 (2011)

### 컵
- DFB-포칼
  - 우승 (1953)
- 베스트도이치 포칼
  - 우승 (1953, 1973)
- 니더라인포칼
  - 우승 (1993, 1995, 2002, 2004, 2008, 2011, 2012, 2015, 2016, 2020)

## 선수 명단

### 현역
참고: FIFA 자격 규정에 따라 소속된 국가대표팀 국기를 표시합니다. 선수는 복수의 FIFA 비회원국 국적을 가지고 있을 수 있습니다.
| 번호 | 포지션 | 국적 | 이름      |
| ---- | ------ | ---- | --------- |
| 11   | FW     |      | 라민 사피 |

| 번호 | 포지션 | 국적 | 이름        |
| ---- | ------ | ---- | ----------- |
| 28   | MF     |      | 톰 무스티에 |
| 29   | FW     | 기니 | 무사 둠부야 |

## 역대 감독
| 감독                    | 임기        |
| ----------------------- | ----------- |
| 에리히 리베크           | 1967 ~ 1968 |
| 호르스트 흐루베슈       | 1986 ~ 1987 |
| 크리스토프 다브로프스키 | 2022 ~      |